# يرقة كاتربيلر
وتدعى أيضا يرقة الكريستال.

هي يرقة ذات شكل غريب من عائلة فراشات داتسيريدا تبدو وكأنها جوهرة من ألماس، يغطي جسمها نقاط برتقالية. يتكاثر هذا النوع من الفراشات في الغابات الاستوائية بأميركا الوسطى والجنوبية، وتوجد أيضا في جزر الكاريبي.